# Margarete Schmaus
Margarete Schmaus (* 23. Mai 1903 in Wien; † 24. März 1988 ebenda) war eine österreichische Kindergartenpädagogin, die mit ihren Publikationen seinerzeit auch die deutsche Kindergartenpädagogik beeinflusst hatte.

## Leben und Wirken
Margarete Schmaus wuchs in bescheidenen familiären Verhältnissen auf. Trotzdem ermöglichten ihr die Eltern die Ausbildung zur Kindergärtnerin. 1924 trat sie in die Dienste der Stadt Wien und arbeitete in verschiedenen Kindergärten der Stadt. Zusätzlich absolvierte sie noch das Montessori-Diplom und errichtete in mehreren Wiener Kindergärten Montessori-Gruppen. Die Pädagogin bemängelte, dass die Schriften Maria Montessoris ungenau in die deutsche Sprache übersetzt wurden und daher viele Gedanken der Italienerin missdeutet wurden, „so besonders die über Naturgemäßheit der Erziehung, über Freiheit, Arbeit, Spiele und Phantasie; auch die Bedeutung des Sinnesentfaltungsmaterials wurde teils über-, teils unterschätzt“.
1934 wurde Schmaus zur Kindergartendirektorin ernannt. Als die Nazis 1938 Österreich okkupierten hatte man sie aller Ämter enthoben, zumal sie sich als überzeugte Christin für jüdische Mitbürger engagierte. Nach 1945 arbeitete sie wieder als Kindergärtnerin. Ende der 1950er Jahre verfasste Schmaus das Buch „Die Bildungsarbeit der Kindergärtnerin“, das mehrmals aufgelegt wurde und zum Standardbuch der Kindergartenpädagogik avancierte. Für die Autorin ist Bildung „eine der Grundfunktionen der Erziehung, wie Pflege und Führung es auch sind“. Dabei vollzieht sich die Bildungsarbeit im Kindergarten auf zwei Wegen: einerseits über den Umgang des Kindes mit dem Material, andererseits über die Kindergärtnerin direkt. Letztgenannte Bildungsarbeit

„umfaßt die Gestaltung von Ausgängen, das Mitbringen von Dingen mit Bildungswert, der für kleine Kinder bedeutsam ist, oder das sinnvolle Gespräch mit Kindern und das erklärend-hinweisende Wort der Kindergärtnerin; ferner ihr Erzählen, Singen und Sagen, ihr Vermitteln von Kreisspielen, Singreigen, Rate-, Such- und ähnlichen Spielen, das Festefeiern und jenes Schaffen der Fünf- bis Siebenjährigen, das die Kindergärtnerin an ein bestimmtes Ziel bindet.“

Die Monographie wurde seinerzeit äußerst positiv rezensiert:

„Eine Kindergärtnerin, die mit wachem Geist und einem warmen und jungen Herzen mehr als dreißig Jahre praktisch in der Kindergartenarbeit steht, gibt uns die Ernte ihrer eigenen Lebensarbeit... Das reichhaltige Buch gibt einen Überblick über die Bildungsarbeit der Kindergärtnerin im Kindergarten und sagt vor allem Wesentliches über Kinderbräuche als Volksgut. Margarete Schmaus übermittelt der Kindergärtnerin gut ausgewählte Geschichten, Lieder und Spiele, die auch Eltern interessieren werden. Wertvoll ist der beigegebene Jahresplan, der die Kindergärtnerin anregt, zielbewusst die Jahreszeiten und das gesamte Leben für die Bildung der kindlichen Persönlichkeit auszuwerten. Die Kindergärtnerinnen werden gern das Buch in ihre Fachbibliothek einreihen.“

Zusammen mit Margarete Schörl entwickelte sie das sogenannte Raumteilverfahren, das die Kindergartenpädagogik stark beeinflusste. Das Raumteilverfahren ist eine sozialpädagogische Methode der (indirekten) Spielführung. Dadurch wird die Neigung des Kindes, bestimmte Aktivitäten an bestimmten Orten des Raumes bevorzugt auszuführen unterstützt. Es fördert insbesondere das soziale Lernen der Kinder innerhalb sich spontan bildender Spielgruppen. Durch diese Methode erhält jedes Kind im Kindergarten die Möglichkeit, ungestört allein, zu zweit oder mit mehreren Kindern zu spielen, selbständige kleine Spielgruppen zu bilden und den Raum individuell zu gestalten.
Aus gesundheitlichen Gründen ging Schmaus 1959 in Pension. Mit Margarete Schörl veröffentlichte sie noch drei weitere Fachbücher sowie einige Aufsätze in Fachzeitschriften zur Kindergartenpädagogik. Nach längerer schwerer Krankheit verstarb sie am 24. März 1988 in ihrer Geburtsstadt.

## Schriften
- Kindliche Produktivität und „ganzheitliches Erleben“, in: Die Quelle 1932, S. 842–844
- Kind und Umwelt, in: Das Kleinkind, S. 359–360
- Bravheit und neurotische Hemmung, in: Zeitschrift für Psychoanalytische Pädagogik 1932, S. 129–139
- Sieveringer Liederbüchlein, in: Agnes Niegl (Hrsg.): Gegenwartsfragen der Kindergartenerziehung, Wien 1950, S. 143–150
- Maria Montessori, in: Erziehung und Unterricht 1952, S. 527–530
- Die Bildungsarbeit der Kindergärtnerin, München 1958
- Zur Förderung der Fünf- bis Siebenjährigen in Kindergarten, in: Unsere Kinder 1958/H. 1, S. 6–8

Zusammen mit Margarete Schörl
- Kindliche Produktivität und „ganzheitliches Erleben“ in der Montessorimethode und der Fröbelpädagogik, in: Kindergartenmagazin 1952, S. 2–7
- Die freie Selbstbetätigung im Kindergarten, in: Kindergartenmagazin 1954, S. 12–16
- Dort anfangen, wo das Kind steht, in: Kindergartenmagazin 1954, S. 56–59
- Die sozialpädagogische Arbeit der Kindergärtnerin, München 1964
- Können Kinder spielend lernen?, in: Schule und Hochschule 1967, S. 2–4
- Erneuerung der Glaubenserziehung im Kindergarten, München 1968
- Sozialpädagogische Arbeit im Kindergarten, München 1978